# Iso Lavalampi
Iso Lavalampi och Pikku Lavalampi, eller Lavalammit är sjöar i Finland. De ligger i kommunen Uleåborg i landskapet Norra Österbotten, i den centrala delen av landet, 600 km norr om huvudstaden Helsingfors. Lavalammit ligger 47,8 meter över havet. Arean är 23,6 hektar och strandlinjen är 2,43 kilometer lång. Sjön  ingår i Ijo älvs huvudavrinningsområde. 